# Kluczbork
Kluczbork (udtale:  [ˈklud͡ʐbɔrk] tysk: Kreuzburg O.S., schlesisk: Kluczborek) er en by  i den nordlige del af Opole Voivodeship i det sydlige Polen.  Byen  har 22.703(2021) indbyggere og et areal på	12,35  km².  Den er administrationsby i  powiatet (amt) Kluczbork.

## Historie
Arkæologer har fastslået, at der eksisterede en bosættelse på stedet for det nuværende Kluczbork i 1000-800 f.Kr. De germanske Sciri og Bastarnae slog sig ned i nærheden, og blev fulgt ca. 100 fvt af kelterne og forskellige germanske stammer, herunder Silingi og Vandaler. Sidstnævnte forlod Schlesien ca. 400 og vestslaverne kom til regionen i det 7. århundrede . I slutningen af det 10. århundrede blev det schlesiske territorium inkluderet i den nye polske stat af dens første historiske hersker Mieszko 1.
I 1356 overgik det til Tjekkiske krone,  og fortsatte med at tilhøre forskellige hertugdømmer styret af Piast-dynastiet. Fra 1536 var det en del af det Piast-regerede Hertugdømmet Brzeg indtil dets opløsning i 1675. Bagefter blev det indlemmet i Habsburg-monarkiet, som en del af det Habsburg-regerede Tjekkiet.